# 歌川國貞
歌川國貞（日语：歌川 国貞，1786年—1865年），日本江戶時期浮世繪畫家，又称三代歌川豊国。

## 生平
他師承歌川豐國（豐國初代），以畫色情畫聞名，畫中女人多頹廢好色、憂鬱疲憊。他的「原柳桥.雪的景象」广为人知。畫風自成一格，號稱歌川派，是日本浮世繪派別影響力最大的一派。最出名的画号为：
1. 「五渡亭」是他最早、最常用的畫號，現知最早出現於1809年。
2. 「香蝶樓」，最早出現於1827年，1830年代使用頻繁，與「五渡亭」同是在他未襲名前最常使用的畫號，1844年襲名後即不再使用。
3. 「一陽齋」，襲名後最常使用者。